# Mauveína

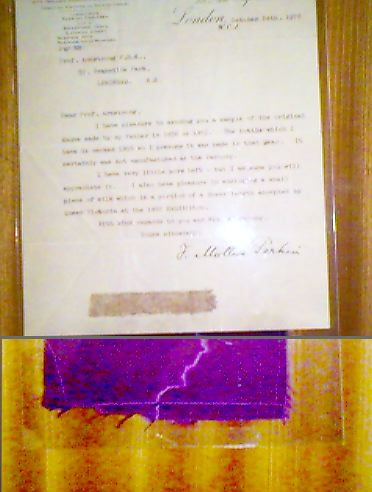
Carta do filho de Perkin, com uma amostra de seda tingida

A mauveína, também conhecida como anilina púrpura e  malva, foi o primeiro corante químico orgânico sintético, descoberto por acaso em 1856 por William Perkin.
Seu nome químico é
3-amino-2,9-dimetil-5-fenil-7-(p-tolilamino) acetato de fenazina.